# نادي غلطة سراي لكرة السلة للسيدات
نادي غلطة سراي لكرة السلة للسيدات (بالتركية: Galatasaray)‏ هو فريق كرة سلة تركي للسيدات تأسس في سنة 1986 يقع مقره في إسطنبول. يلعب في الدوري التركي لكرة السلة للسيدات والدوري الأوروبي لكرة السلة للسيدات.

## الإنجازات
- الدوري الأوروبي لكرة السلة للسيدات
  - البطولة (1): 2013–14 [1]
  - الثالث (1): 1998–1999 [2]

## وصلات خارجية
- الموقع الرسمي